# Édouard Fritch

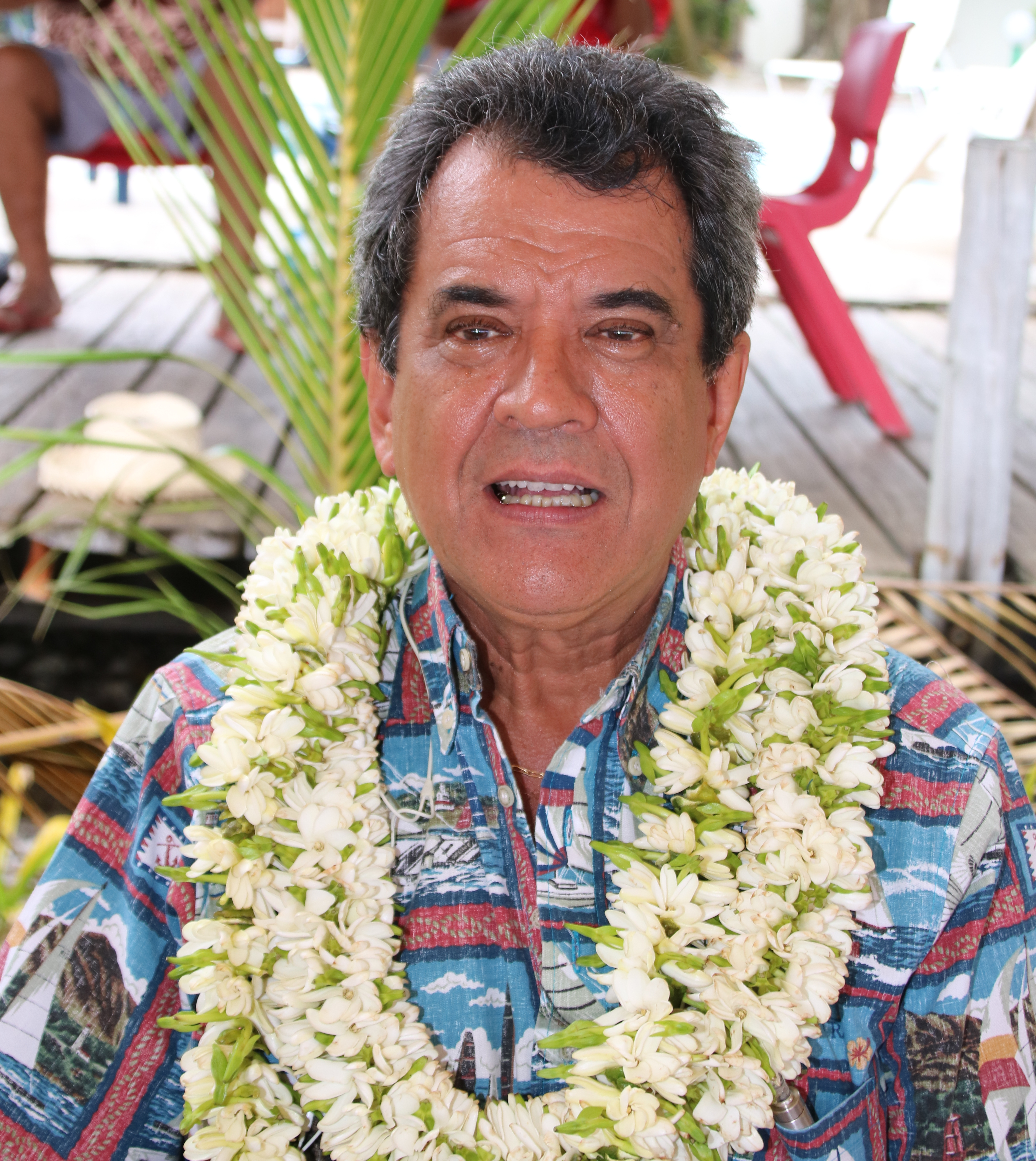
Édouard Fritch (2017)

Édouard Fritch (* 4. Januar 1952 in Papeete, Tahiti) war 2014–2023 Präsident Französisch-Polynesiens.

## Leben
Der auf Tahiti geborene Fritch wuchs auf Tubuai auf, bis er mit sechs Jahren zu seinen Großeltern nach Papeete geschickt wurde, um die Schule zu besuchen. Nach seiner Ausbildung an der École des Ingénieurs de la Ville de Paris, die er 1979 abschloss, arbeitete er zunächst in einem Architekturbüro in Paris. 1980 kehrte er nach Tahiti zurück und war für die Stadt Pirae tätig. Anschließend übernahm er die Leitung der Baubehörde von Französisch-Polynesien und wurde 1984 unter der Regierung Flosse zum Minister (Ministre de l'Équipement) berufen. Er wurde 1986 Mitglied der Versammlung von Französisch-Polynesien für die Partei Tāhōʻēraʻa huiraʻatira. Der damalige Schwiegersohn von Gaston Flosse war dreimal Präsident der Assemblée de la Polynésie française: von April 2007 bis Februar 2008, von Februar 2009 bis April 2009 und von Mai 2013 bis September 2014. Von 2012 bis 2014 war er auch Mitglied der französischen Nationalversammlung.  Nachdem Gaston Flosse aufgrund der Rechtskraft seiner Verurteilung wegen Korruption sein passives Wahlrecht verloren hatte, wurde er am 12. September 2014 zum Präsidenten Französisch-Polynesiens gewählt. Er gründete am 20. Februar 2016 Tāpura huiraʻatira, eine Partei, die die politische Autonomie innerhalb der Französischen Republik aufrechterhalten möchte und nicht nach vollständiger Unabhängigkeit strebt. Bei der Parlamentswahl im Jahr 2018 gewann seine Partei Tāpura huiraʻatira 38 von 57 Sitzen. Édouard Fritch wurde als Präsident Französisch-Polynesiens bestätigt. Bei der Territorialwahl 2023 gewann Tāpura huiraʻatira nur noch 16 Sitze. Als Sieger ging die Unabhängigkeitspartei Tavini Huira'atira mit 38 Sitzen hervor. Am 12. Mai 2023 gab er sein Amt als Präsident von Französisch-Polynesien an den Nachfolger Moetai Brotherson ab.
Nach seiner Scheidung von Joan Flosse heiratete Fritch Angeline Lehartel. Er hat drei Kinder.

## Orden und Ehrenzeichen
- Friedensbaum-Gedenkplakette, Internationaler Friedenspreis einer slowakischen Nichtregierungsorganisation Servare et Manere (2022).[4][5]